# Marie Geistinger
 (décembre 2023).
Si vous disposez d'ouvrages ou d'articles de référence ou si vous connaissez des sites web de qualité traitant du thème abordé ici, merci de compléter l'article en donnant les références utiles à sa vérifiabilité et en les liant à la section « Notes et références ».
Marie "Charlotte Cäcilie" Geistinger (née le 26 juillet 1833 à Graz, morte le 29 septembre 1903 à Klagenfurt) est une actrice et chanteuse autrichienne.

## Biographie
Elle est la fille d'un acteur russe, Nikolaus Geistinger, ancien chanteur au théâtre allemand de Saint-Pétersbourg, sa mère Charlotte Schreinzer-Gaßmann est tragédienne.
Elle monte sur scène dès 8 ans à Graz. En 1852, elle est engagée au Theater in der Josefstadt. S'ensuivent des années de succès à Berlin, Hambourg et Riga.
En 1865, elle prend Friedrich Strampfer au Theater an der Wien qu'elle dirige avec Maximilian Steiner de 1869 à 1875. Dans le même temps, elle devient connue comme chanteuse d'opérette. On l'entend souvent dans des œuvres de Jacques Offenbach, Johann Strauss II, Carl Millöcker et Franz von Suppé, notamment Die Fledermaus dont elle fait partie de la distribution lors de la création.
En 1877, elle signe un contrat de trois ans à Leipzig. Cette même année, la compositrice Ethel Smyth écrit la dite Geistinger-Sonate à cause de sa passion pour la chanteuse. De 1881 à 1884, elle fait des tournées aux États-Unis. À 55 ans, elle signe un dernier contrat à Sopron.
Elle meurt à l'âge de 70 ans à Klagenfurt et est enterrée au cimetière central de Vienne.

## Source de la traduction
- (de) Cet article est partiellement ou en totalité issu de l’article de Wikipédia en allemand intitulé « Marie Geistinger » (voir la liste des auteurs).